# Löbau
Löbau (in sorabo Lubij) è una città tedesca situata nel sud-est del Land della Sassonia.
Appartiene al circondario di Görlitz.
Löbau si fregia del titolo di "Grande città circondariale" (Große Kreisstadt).

## Storia
Löbau è stata membro della Lega delle Sei Città dell'Alta Lusazia.
Il 1º gennaio 1999 venne aggregato alla città di Löbau il comune di Ebersdorf.

## Monumenti e luoghi d'interesse
- Chiesa di San Nicola, risalente al XIII secolo, di stile gotico; è una chiesa evangelico-luterana;
- Chiesa del Nome di Maria, chiesa cattolica eretta alla fine del XIX secolo in stile neogotico;
- Palazzo barocco del Municipio (Rathaus), costruito negli anni 1710–1714 ad opera di Heinrich Prescher di Zittau, prospettante sull'antica piazza del mercato, con orologio che espone le fasi lunari; uno degli ultimi edifici municipali tedeschi con incorporati banchi di macelleria e unica città della Lega delle Sei Città dell'Alta Lusazia, dotata di locanda gestita direttamente dal municipio (Ratskeller).
- Case barocche sull'antica piazza del mercato;
- Bagni del re Alberto, edificio risalente al 1824, terme in cui re Alberto di Sassonia veniva a curarsi grazie alle fonti sulfuree, ferrose e saline ivi scoperte, ora trasformato in ristorante;
- Casa Schminke, costruita dal 1930 al 1933 su progetto di Hans Scharoun.

## Amministrazione

### Gemellaggi
- Lubań, Polonia
- Ettlingen, Baden-Württemberg, Germania
- Makó, Csongrád, Ungheria
- Épernay, Francia